# Tani Makmur
Tani Makmur is een bestuurslaag in het regentschap Indragiri Hulu van de provincie Riau, Indonesië. Tani Makmur telt 2061 inwoners (volkstelling 2010).